# Ugandatrichia dentata
Ugandatrichia dentata är en nattsländeart som beskrevs av Wells och Andersen 1995. Ugandatrichia dentata ingår i släktet Ugandatrichia och familjen smånattsländor. Inga underarter finns listade i Catalogue of Life.